# Liste des longs métrages cambodgiens proposés à l'Oscar du meilleur film international
Cet article présente la liste des longs métrages cambodgiens proposés à l'Oscar du meilleur film international.

## Films proposés par le Cambodge
| Année (cérémonie) | Titre français                | Titre original         | Langue(s)                 | Réalisateur          | Résultat       |
| ----------------- | ----------------------------- | ---------------------- | ------------------------- | -------------------- | -------------- |
| 1995 (67e)        | Les Gens de la rizière        | អ្នកស្រែ                  | khmer                     | Rithy Panh           | Non nommé      |
| 2013 (85e)        | Khlea t tow sen chhngay (gl)  | ឃ្លាតទៅសែនឆ្ងាយ              | khmer                     | Chhay Bora           | Non nommé      |
| 2014 (86e)        | L'Image manquante             | រូបភាពដែលបាត់បង់             | français                  | Rithy Panh           | Nommé          |
| 2016 (88e)        | The Last Reel                 | ដុំហ្វីលចុងក្រោយ              | khmer                     | Kulikar Sotho (en)   | Non nommé      |
| 2017 (89e)        | Moun pel bekbak (es)          | មុនពេលបែកបាក់               | khmer, anglais, français  | Ian White            | Non nommé      |
| 2018 (90e)        | D'abord, ils ont tué mon père | មុនដំបូងខ្មែរក្រហមសម្លាប់ប៉ារបស់ខ្ញុំ | khmer, anglais            | Angelina Jolie       | Non nommé      |
| 2019 (91e)        | Les Tombeaux sans noms        | ផ្នូរគ្មានឈ្មោះ               | français, khmer           | Rithy Panh           | Non nommé      |
| 2020 (92e)        | Nowknong chivit tantrei (en)  | តន្រ្តីជីវិត                | khmer, anglais            | Caylee So, Sok Visal | Non nommé      |
| 2021 (93e)        | Daeumbei kon (ca)             | ដើម្បីកូន                  | khmer                     | Huy Yaleng (en)      | Non nommé      |
| 2022 (94e)        | White Building                | ប៊ូឌីញ ស                  | khmer                     | Kavich Neang         | Non nommé      |
| 2023 (95e)        | Retour à Séoul                | ត្រឡប់ទៅសេអ៊ូល               | français, coréen, anglais | Davy Chou            | Présélectionné |
| 2025 (97e)        | Rendez-vous avec Pol Pot      |                        | français, khmer           | Rithy Panh           | En attente     |